# Народний рух України
Наро́дний Рух Украї́ни — сучасна політична партія в Україні. Скорочена назва партії (відповідно до статуту) — Рух, НРУ.
Заснований (як громадсько-політична організація) у 1989 році та зареєстрований Радою Міністрів УРСР 9 лютого 1990 року. Як політична партія Народний рух України зареєстрований Міністерством юстиції України 1993 року.
НРУ відіграв одну з ключових ролей у відновленні незалежності України у 1991 році.
Законом України «Про правовий статус та вшанування пам’яті борців за незалежність України у XX столітті» члени Руху до 24 серпня 1991 року визнані борцями за незалежність України.

## Ідеологія
Націонал-демократія

## Керівні органи
Теперішні керівні органи партії: Політична рада — (13 осіб) і Центральний провід — (47 осіб).

## Історія

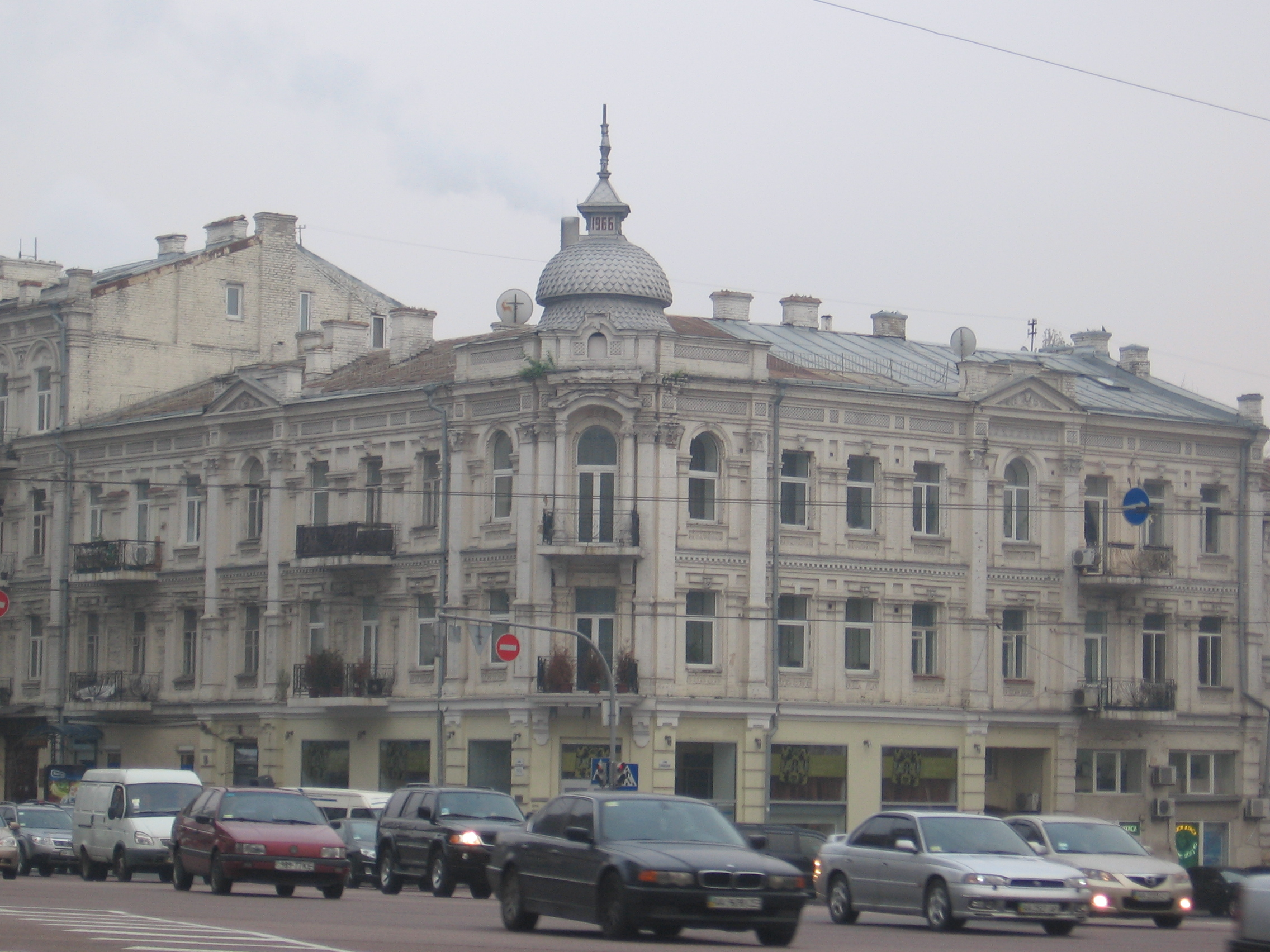
Будинок у Києві, де на початку 1990-х років містився офіс НРУ

### Заснування та становлення

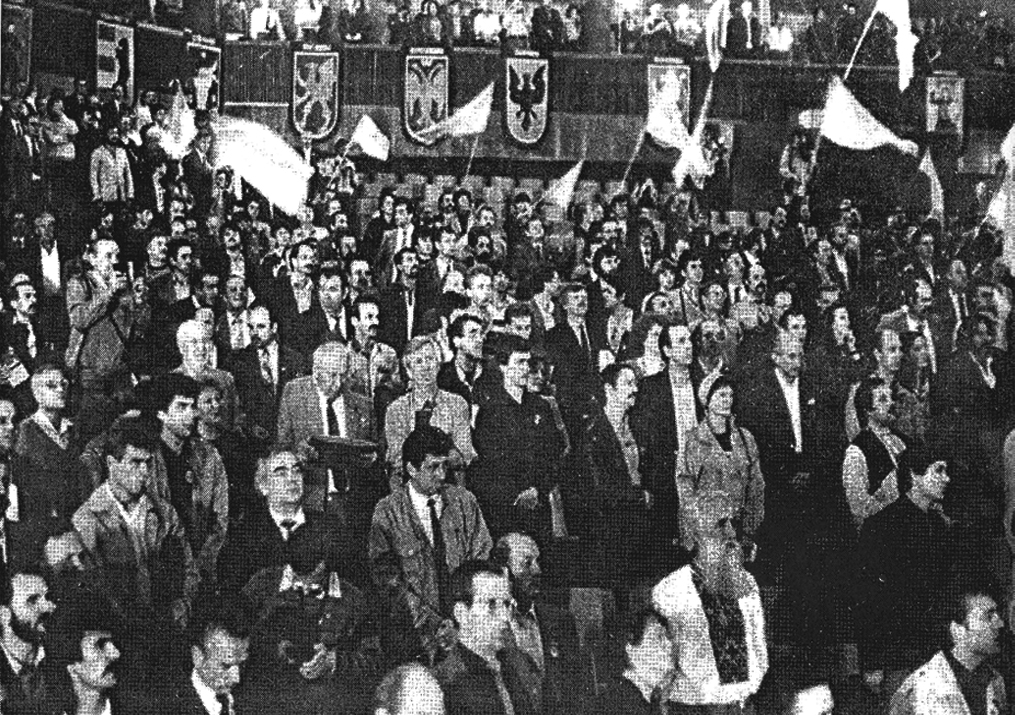
Під час відкриття 1 з'їзду НРУ

Три дні вересня вісімдесят дев'ятого.

Народний Рух України за перебудову — громадсько-політичний рух, який об'єднав численні демократичні угруповання, на основі запропонованих Спілкою письменників України Програми і Статуту (надруковано в «Літературній Україні» 16 лютого 1989 року). У березні — вересні 1989 року в більшості областей пройшли установчі конференції.

### Установчі збори
І-й (установчий) з'їзд Руху відбувся 8-10 вересня 1989 року в Києві у конференц-залі Київського політехнічного інституту, під назвою «Народний Рух України за перебудову». У Народному Русі об'єдналися люди різних політичних переконань — від ліберальних комуністів до осіб, що сповідували ідеї інтегрального націоналізму. Але домінували в організації настрої національної демократії. Опівдні 8 вересня 1989 року в будинку культури Київського політехнічного інституту відкрилися Установчі збори Народного Руху України за перебудову. В оргкомітеті працювали 111 осіб. Головою оргкомітету був обраний народний депутат СРСР Володимир Яворівський.
З урахуванням напруженої політичної ситуації і можливої заборони проведення установчих зборів, про всяк випадок розглядалися варіанти проведення зборів у Молдові чи Литві, адже установчий з'їзд Білоруського народного фронту прийшов раніше у Вільнюсі. Зрештою, українські письменники-комуністи переконали ЦК КПУ в особі завідувача ідеологічного відділу ЦК КПУ Леоніда Кравчука надати можливість проведення установчих зборів Руху саме в Києві. У народженні Руху важливу організаційну роль відіграла Українська Гельсінська спілка — перша структурована антикомуністична сила в Україні, а також нова громадська організація "Товариство української мови імені Т.Г.Шевченка". У підсумку комуніст Іван Драч став головою Руху, а трохи менш відомий діяч УГС, антикомуніст Михайло Горинь — головою Секретаріату Руху. Перший був більше символічною фігурою, поетом, зате другий — невтомним генератором ідей. Рух бачив у ньому прем'єра, якби Україна скинула КПУ і відновила Незалежність.
Тоді мало що знали про закони піару, тому пресконференцію влаштували у переддень увечері, сидячи на бильцях крісел просто в залі.
На світлині (зліва направо): Віталій Дончик, Сергій Конєв, Леонтій Сандуляк, В'ячеслав Брюховецький, Володимир Яворівський, Леонід Карнаухов та Іван Драч. Саме Леонід Карнаухов, політичний коментатор УТ, був керівником пресцентру Установчих зборів. Дмитро Понамарчук працював старшим редактором Іномовлення пресцентру. Акредитовані були всі. Журналісти були такі ж яскраві особистості, як і делегати. З'їзд Руху відкрився 8 вересня, а народився 9 вересня, коли з'їзд ухвалив статут Руху. На установчих зборах обрано керівні органи Руху: Велику раду Руху (Раду представників (Координаційну Раду), Раду Колегій, Раду Національностей), Головою Руху обрано письменника і громадського діяча Івана Драча.
Перебіг Установчих зборів НРУ увічнено у книзі-стенограмі Три дні вересня вісімдесят дев'ятого.

### Організаційна й агітаційно-пропагандистська робота рухівців

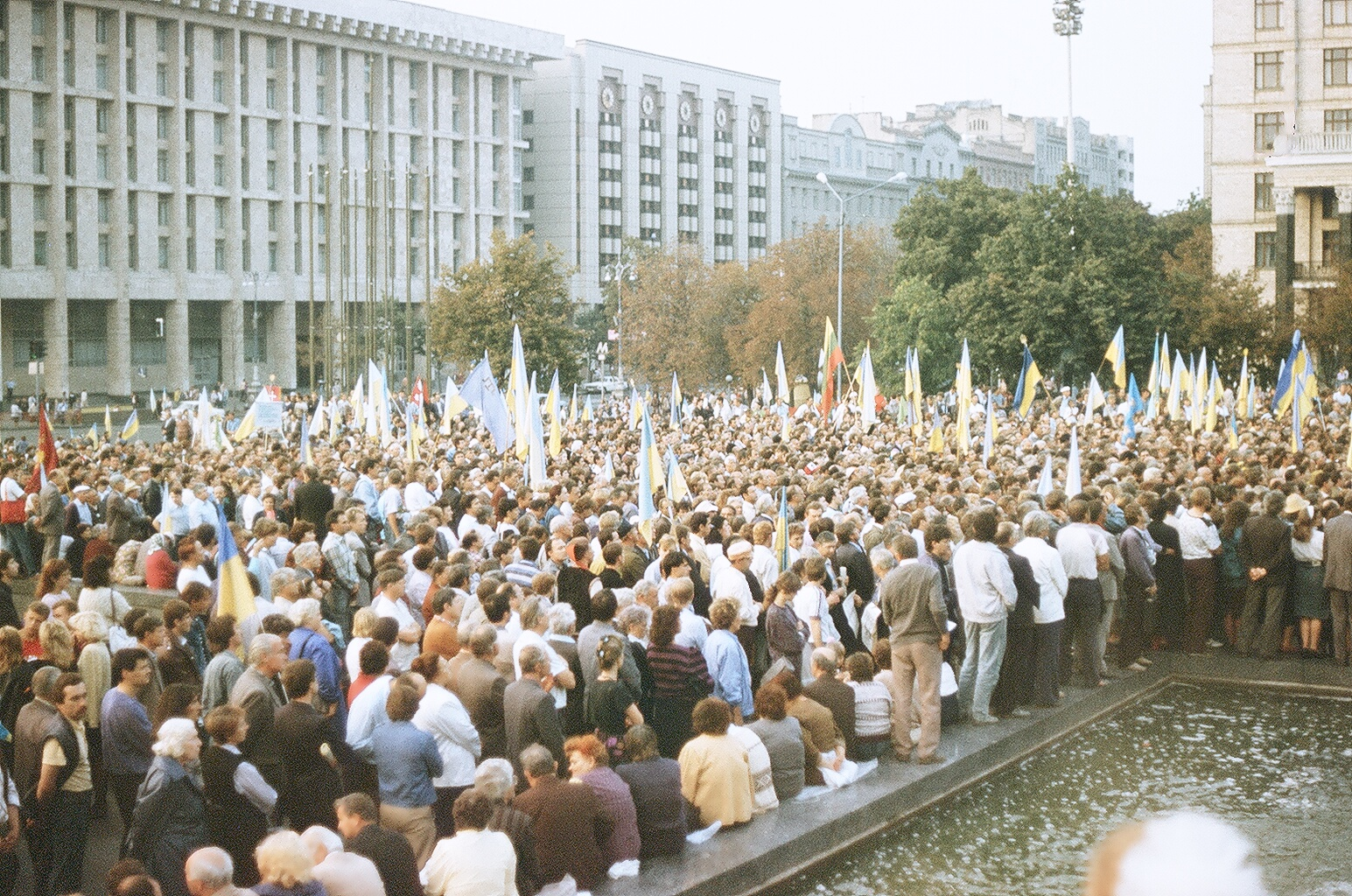
Мітинг Народного Руху України на честь підняття Національного Прапора над Київською міською радою, 24 липня 1990 р.

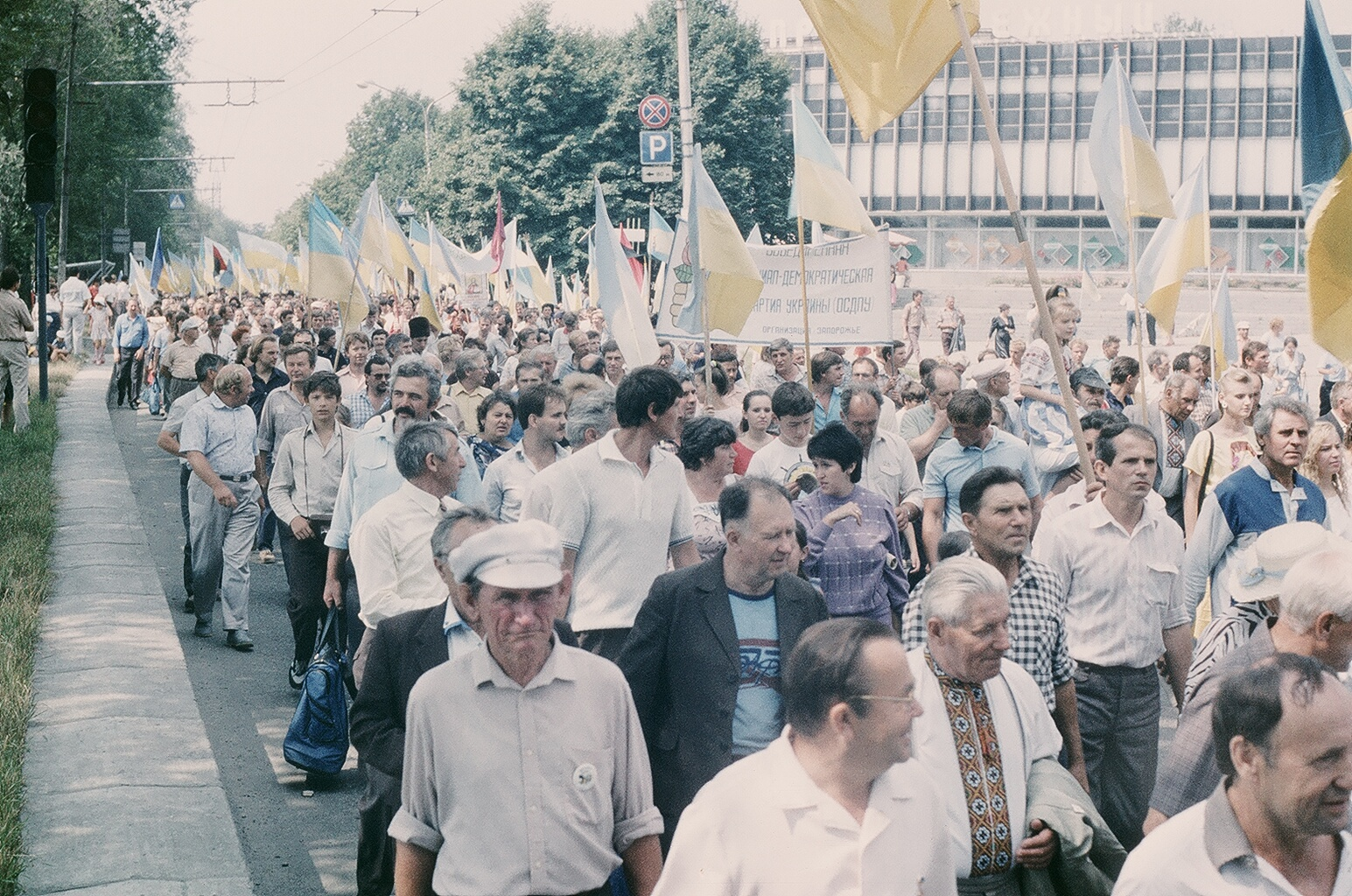
500-ліття Запорозького козацтва. Хід у Запоріжжі. 5 серпня 1990 р.

У перший же рік свого існування Рух організував ряд великих масових заходів, метою яких була боротьба за державну незалежність, відродження української нації, відтворення історії українського народу і державності.
Особливу увагу в пропагандистській роботі Рух приділяв «вихованню історією». У цьому плані найбільшими заходами Руху були: «Живий ланцюг» до дня Злуки ЗУНР та УНР (22 січня 1990 року), у березні-квітні 1990 проведені акції підтримки незалежності Литви (створений Комітет підтримки Литви), організований масовий виїзд на Нікопольщину та Запоріжжя до 500-ліття Запорозького козацтва (1-5 серпня 1990), масові заходи під Берестечком, Батурином, в Лубнах і Хотині — місцях відомих битв українського козацтва в обороні Вітчизни.

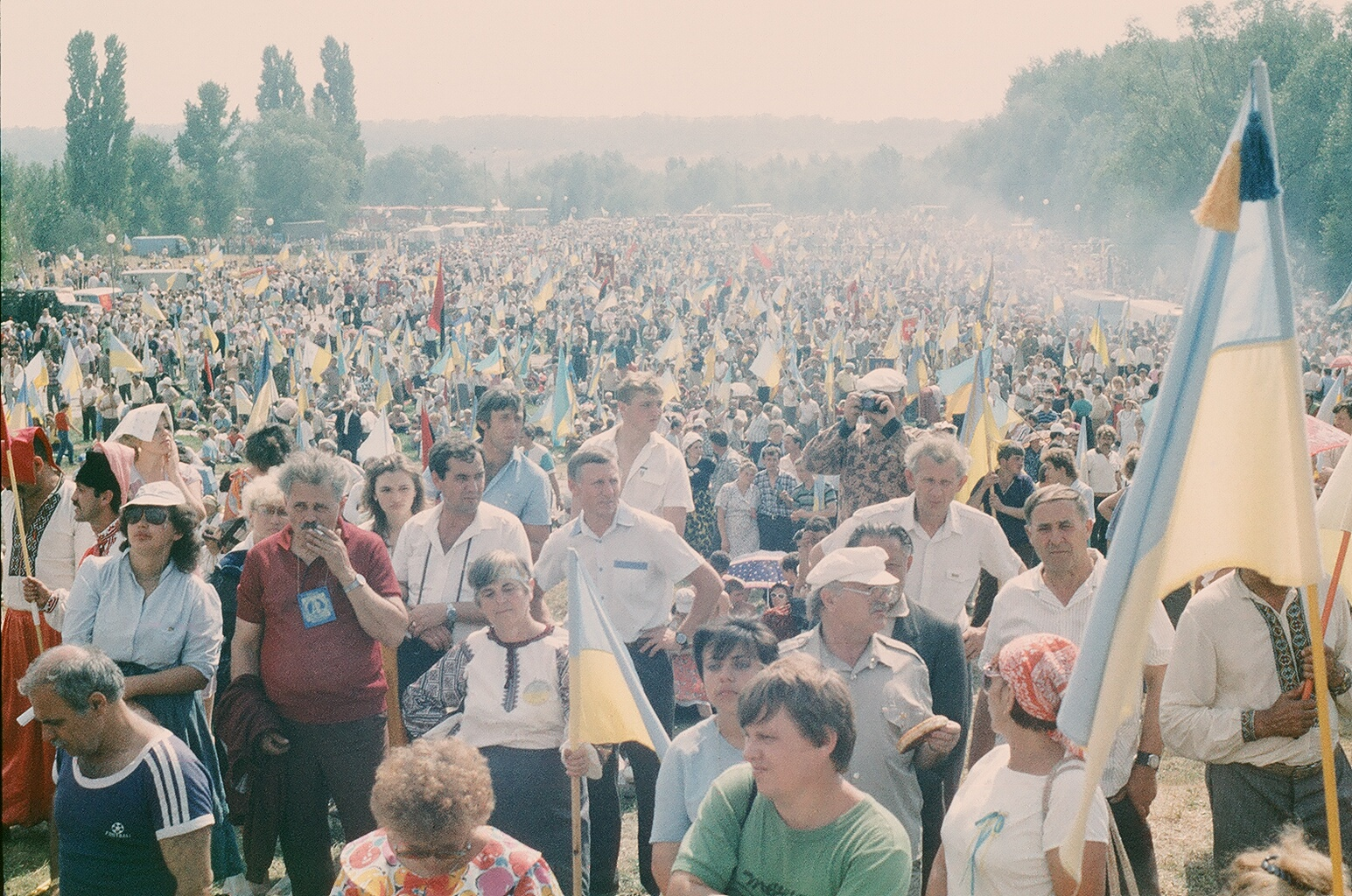
Мітинг Народного Руху України у Запоріжжі. 5 серпня 1990 р.

1990 року учасникам Другої світової війни Рухом була випущена Пам'ятна відзнака Учаснику Другої Світової Війни 1939—1945 за боротьбу з фашизмом (видавалась в обмін на радянські нагороди). 1995 року вручались зменшені копії знака і видавалось посвідчення.
1990 року Рух досяг значних успіхів у виборчій кампанії, що дало змогу створити у Верховній Раді України впливову фракцію Народна рада та забезпечити більшість у ряді місцевих рад: Києва, Центральної і Західної України, м. Сєверодонецька (Луганщина).
Під час проведення єдиного в історії СРСР референдуму (Всесоюзний референдум про збереження СРСР), що відбувся 17 березня 1991 року і підтримувався Урядом Української РСР, в Україні за наполяганням Народного Руху України було проведене республіканське консультативне опитування: «чи згодні ви, щоб Україна була у складі Союзу Суверенних Республік на підставі Декларації про суверенітет України».
Позитивно на нього відповіло понад 80 % опитаних.
За змістом це питання не тільки не збігалося з питанням союзного референдуму, а й навіть заперечувало його.
По-перше, з тексту українського питання «випало» критично важливе для КПРС слово «соціалізм».
По-друге, в питанні звучала зовсім інша союзна держава — не Союз Радянських Соціалістичних, а Союз Суверенних Республік.
По-третє, Декларація про суверенітет України визначалась як акт, що мав перевагу перед законодавством нової союзної держави.

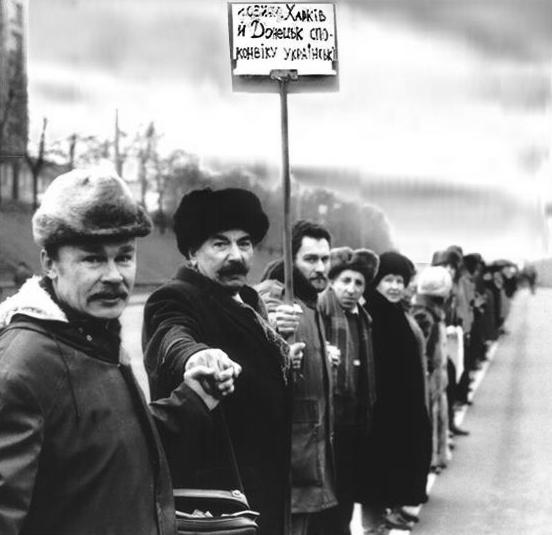
Донеччани у «Живому ланцюзі».

Таким чином, наслідком ідеологічної боротьби Народного Руху України стало те, що референдумом і опитуванням в Україні були легітимізовані мінімум дві (а з бажанням М. Горбачова — то три) зовсім різні форми союзної держави і зроблений крок до незалежності.
Робота рухівських депутатів в областях і Верховній Раді, масові заходи Руху, активна позиція Руху під час референдумів та інших політичних акцій мали вирішальний вплив на становлення незалежної української держави і забезпечили перемогу незалежної ідеї на референдумі 1 грудня 1991 року.

### Мета Руху— незалежність України і будівництво демократичної держави

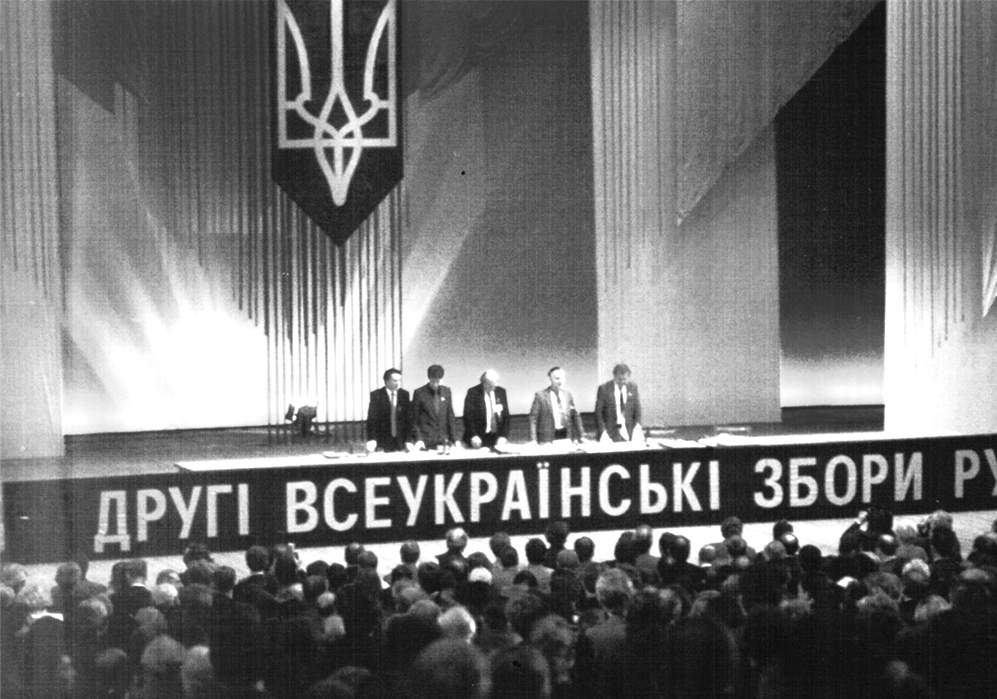
II З'їзд Народного Руху України

II з'їзд Руху відбувся у жовтні 1990 року. До Програми Руху введене прийняте на юрмальській конференції в лютому 1990 року положення про головну мету Руху — досягнення незалежності України; з назви виключені слова «за перебудову». Були обрані: голова Руху — Іван Драч, заступники — Михайло Горинь, Олександр Лавринович, Олесь Доній; Центральний провід Руху (19 чоловік); Секретаріат (голова — В. Бурлаков), Політрада (голова — Михайло Горинь), Координаційна рада (голова — Микола Поровський); Рада колегій (голова — Володимир Черняк, Іван Заєць), Рада національностей (голова — О. Бураковський). Після створення в січні 1990 року УРП, а пізніше ДемПУ, Рух існував як неформальна коаліція УРП, ДемПУ, інших невеликих організацій, що керувалися своїми статутами, та власне Руху, що об'єднував людей тільки на засадах програми та Статуту Руху. Відбулася перша спроба об'єднати навколо Руху новостворені партії — УРП та ДемПУ; для цього був запроваджений інститут асоційованого членства у Русі. Однак ці партії відмовилися від асоційованого членства у Русі. Хитка коаліція партій навколо Руху проіснувала до вересня 1991 року і фактично розпалася в період президентської виборчої кампанії, коли УРП і ДемПУ, проігнорувавши рішення Великої ради розгорнули виборчу боротьбу проти кандидата від Руху В'ячеслава Чорновола, а їхні кандидати, по суті підігруючи Л. Кравчуку, не зняли свої кандидатури на користь В. Чорновола.
В'ячеслав Чорновіл тоді виграв вибори у трьох областях Галичини. Було зафіксовано ряд фактів масової фальсифікації на користь Л. Кравчука, так, у Донецьку на горищі Київського райвиконкому, а в Сєвєродонецьку (Луганщина) за фальшивою стіною в міськраді — знайшли десятки тисяч бюлетенів на користь В. Чорновола. В'ячеслав Чорновіл не погодився оскаржувати результати. За його думкою: «Якщо ми поставимо під сумнів перемогу Л. Кравчука, ми надамо підстави для сумніву щодо результатів референдуму про незалежність України» (вибори Президента України проводились одночасно з референдумом про незалежність). Комуністи й агенти КДБ на той час глибоко вкорінилися в суспільство і не тільки оточували Л. Кравчука, а були і серед рухівців та працювали проти Руху і В'ячеслава Чорновола. Вони були об'єднаними КДБ і підступністю відсторонювали від керівництва справжніх патріотів звинувачуючи їх у радикалізмі, створенні конфліктів (які творили самі агенти КДБ), популізмі та бажанні захопити й узурпувати владу.
Безкровність революції 1991 р. — неточна оцінка подій. Противники незалежності України, що так і не були покарані, застосовували всі доступні методи, у тому числі грубу силу: так в Житомирській області під Базаром, в листопаді 1990 року секретарі райкомів КПУ разом з головами колгоспів, жорстоко побили політв'язня Василя Овсієнка та рухівців з Малина. Після «розмови» в обласному управлінні МВС, удома помер рухівець Меленківський, який брав участь у піднятті українського прапора в Житомирі восени 1989 року. Народного депутата України 1-го скликання Олександра Гудиму вбивали четверо голів колгоспу, вижив випадково, бо машина скинута в урвище з «бездиханним» тілом не загорілась, а він на ранок оклигав і зміг добратися до людей.
Міліцією в 1991 році був убитий голова Волинської Обласної організації Руху.

### Протистояння Руху з ДКНС і здобуття незалежності України
Під час спроби військового перевороту у Москві у серпні 1991 року ДКНС (ГКЧП — рос.), КПУ зганьбила себе співпрацею з путчистами, а Рух став єдиною політичною силою, яка вчинила організований спротив ДКНС. Рухівці стали організаторами протистояння діям КПУ і ДКНС на узурпацію влади, як у Києві, так і в регіонах України. У Києві й інших обласних центрах Рух організував масові акції проти дій КПУ і ДКНС, так в Донецьку активісти Руху вже 19 серпня 1991 року організували пікетування Донецької міськради, з вимогою визнання діяльності ДКНС злочинною й антиконституційною.
Донецька організація Руху створила Штаб спротиву ДКНС в Донецькій міськраді та зініціювала позачергову сесію депутатів міської ради і наполягла на прийнятті рішення яким дії ДКНС були засуджені. Сесія депутатів Донецької міської ради визнала дії ДКНС неконституційними й окрім того, оприлюднене звернення до народу, Уряду і парламенту України з вимогою дотримуватись Декларації про державний суверенітет України.
Виходячи з реальної на той час обстановки в Україні, зокрема й під тиском Руху, голова ВР УРСР Л. Кравчук не поїхав на підписання нового союзного договору, Уряд УРСР і ВР УРСР не підтримали ДКНС а КПУ була заборонена Президією Верховної Ради УРСР.
Робота рухівських депутатів в областях і Верховній Раді, масові заходи Руху, активна позиція Руху під час референдумів та інших політичних акцій мали вирішальний вплив на становлення незалежної української держави і забезпечили перемогу ідеї Незалежності на референдумі 1 грудня 1991 року.
Народний Рух України у 1989—2000 роках відіграв ключову роль провідника трансформаційних національно-демократичних процесів в Україні, дав початок і основу для виникнення багатопартійності, сприяв демократизації суспільства. Народний Рух України виконав свою основну програмну мету — проголошення України незалежною державою. Це було досягнуто як зусиллями цілої плеяди яскравих особистостей, так (більшою мірою) широких українських мас — інтелігенції, робітників, селян безвідносно до їх колишньої партійної приналежності (позапартійності). Саме в цьому об'єднанні, консолідації зусиль українського народу заради досягнення стратегічної мети полягає роль і суть Народного Руху України як видатного історичного явища.

### Розбудова України і криза самовизначення. Перетворення на партію
Рух був перереєстрований у січні 1992 року Мін'юстом України в зв'язку з принциповими змінами Програми та Статуту.
III з'їзд відбувся 28 лютого — 1 березня 1992 р. Розколу організації вдалося запобігти завдяки компромісу між прихильниками В'ячеслава Чорновола, з одного боку та Івана Драча і Михайла Гориня, з іншого; були обрані співголови — Іван Драч (згодом фактично вийшов із Руху), Михайло Горинь (у червні 1992 році склав повноваження співголови у зв'язку з обранням його головою УРП), В'ячеслав Чорновіл; заступники співголів — Михайло Бойчишин, Олександр Бураковський, Віктор Бурлаков (1 серпня 1992 року склав повноваження та залишив Рух), Олександр Лавринович; Центральний провід: Генріх Алтунян, Лев Бірюк, Іван Бойчук, Олена Бондаренко, Віталій Дончик, Іван Заєць, Юрій Ключковський, Юрій Костенко, Сергій Одарич, Іван Лозовий, Микола Поровський, Лесь Танюк, Віктор Цимбалюк, Василь Червоній, Володимир Черняк, Богдан Чорномаз, Іван Шовковий. Формально було проголошено про розпад коаліції навколо Руху. УРП і ДемПУ разом з декількома незначними за кількістю людей організаціями проголосили себе послідовними прихильниками президента України Леоніда Кравчука зі створенням альтернативи Руху — КНДС.
Цей період в історії Руху був позначений кризою самовизначення. Деякі його лідери (зокрема, Іван Драч, Дмитро Павличко та Михайло Горинь) виступали за збереження Руху як об'єднання демократичних організацій та партій, першочерговим завданням якого було б створення тривкої політичної бази для розбудови нової Української держави. На їх думку, Рух повинен був перейти від політики опозиції діям уряду та президента до співробітництва з ними. Більше того, ними висувалася пропозиція про обрання на голову Руху Л. М. Кравчука — тодішнього Президента України. Інша група членів організації, очолена В'ячеславом Чорноволом, доводила, що оскільки нова держава, як і раніше, повністю контролюється старою комуністичною номенклатурою, справжні реформи будуть неможливі, поки номенклатура не буде усунена від влади. Тому Чорновіл та прихильники демократичних змін у державі закликали до перетворення Руху на опозиційну політичну партію.
На IV Всеукраїнських зборах (грудень 1992 року) Рух фактично перетворився на політичну партію. Збори абсолютною більшістю голосів проголосували за Рух як «незалежну громадсько-політичну організацію». Єдиним головою Руху було обрано Чорновола. Принциповість Руху проти розкрадання державної власності комуністичною номенклатурою спричинила антирухівську кампанію, найвідомішим з якої є вислів тодішнього Президента Л. М. Кравчука: «Що таке Рух? Немає Руху!» За широко рекламованим у ЗМІ розколом з Руху вийшла тільки невелика група членів, які заснували окрему організацію під назвою Всенародний Рух України (ВНРУ; голова — Лариса Скорик, в побуті використовувалось інше скорочення — ВсРух). У 1993 році відбулися V Збори Руху під тиском обставин, адже комуністична більшість в виборчому законі передбачила, що у виборах беруть участь лише партії. Збори проголосили Рух партією, проте принципова відмова рухівців від перетворення політичної партії на бізнес-проект виправдала себе на виборах до Верховної Ради України не тільки в 1994 році, коли Рух єдиним з національно-демократичних партій отримав значне представництво і сформував власну фракцію, а й у 1998 році, коли внаслідок голосування за партійними списками Рух підтвердив монополію на правому фланзі та отримав другий результат на виборах (услід за Компартією).
Чергова спроба зміни курсу Руху інспірувалась у 1996 році. Так на нараді керівництва Руху (В. Чорновіл, В. Черняк, член Великої Ради Руху В. Білецький від Донеччини) розглянута ініціатива від Донецька, що полягала у радикальному коригуванні програми і кадрової політики Руху щодо керівного складу організації у бік економіко-соціальних програм, залучення до НРУ фахівців з різних галузей економіки, промисловості — по суті створення нового обличчя Народного руху як масової партії «двох крил» — національно-демократичного та середнього і малого бізнесу. Ця ініціатива, озвучена науковцем-гірником з Донбасу Володимиром Білецьким не була підтримана рухівським загалом, що засвідчило подальший розрив націонал-демократів Руху і промислового Сходу — і саме це стало, як показали майбутні події, вузловою точкою історії країни.

### Рух на чолі другої революції в Україні
Заграючи з Рухом на III з'їзді Руху Президент України Леонід Кравчук проголосив, що у своїй діяльності буде спиратися на кадровий потенціал Руху, одначе з поданих Рухом кандидатур на посади в апараті представників Президента в областях, була призначена лише одна особа — Богдан Бойко (Тернопільська область), заступниками (з гуманітарних питань) представника Президента по одній особі в чотири (Тернопільська, Івано-Франківська, Чернігівська і Дніпропетровська) області, а на понад півтисячі представників Президента в районах Л.Кравчук призначив лише одну особу, решту ж вакансій заповнив своїми колишніми однопартійцями по КПРС.
Такий підбір кадрів призвів до того, що в державі почався хаос: галопуюча інфляція спричинена випуском ненумерованих, слабо захищених купонів, зупинка виробництва і розкрадання державного майна директорами, спричинене прийняттям законів про приватизацію шляхом корпоратизації (привласнення майна підприємства їхніми керівниками шляхом зупинки виробництва і звільнення працівників).
Народний Рух України заявив про свою опозицію такому курсу і розпочав кампанію з дострокового припинення повноважень Уряду, парламенту і Президента України. В цій кампанії Рух опинився самотнім у боротьбі з фальсифікаціями адміністративним апаратом результатів збору підписів і з необхідних 3 млн підписів Центральною виборчою комісією було визнано лише 1,5 млн. Така ситуація призвела до збурення і активного протистояння. Сотні тисяч людей з гаслами про відставку уряду і Президента України колонами ходили вулицями Києва. Вимагали: дострокового припинення повноважень Президента України Леоніда Кравчука, відставки Уряду і створення тимчасового Уряду, сформованого опозицією (Рухом) для організації чесних виборів Президента України.
Парламентська більшість, яка складалась з комуністичних лідерів і призначених ними на посади директорів державних підприємств, категорично відмовлялось припинити повноваження Уряду Леоніда Кучми і Президента України Леоніда Кравчука і лише після досягнення згоди Руху зі страйкомами шахтарів, залізничників, працівників метрополітену і комунального транспорту про оголошення страйку і зупинення всього транспорту та оголошення про початок штурму всіх адміністративних будівель і переходу на сторону мітингувальників Національної Гвардії України, парламент оголосив про дострокове припинення повноважень Верховної Ради України і Президента України Леоніда Кравчука.
В'ячеслав Чорновіл на мітингу повідомив, що Рух лише частково досягнув мети: замість відставки Уряду, реакційна компартійна більшість розпустила парламент і відправила у відставку Леоніда Кравчука, який загравав з демократами і тому комуністів не влаштовував. Тотальна управлінська криза держави восени 1993 року завершилась призначенням дострокових виборів Верховної Ради України на весну 1994 року і Президента України на літо того ж року.
Нарівні з цими історичними кроками в центрі (Києві) доленосні події за участі Руху відбувалися і в окремих областях. Так, у Донецькій області, у м. Макіївка 06.03.1993 комуністи під проводом Петра Симоненка влаштували відновлювальний з'їзд забороненої в Україні компартії. Лідери Донецької Крайової організації Руху, зокрема, Ілля Шутов і Володимир Білецький організували блокування цього з'їзду з метою недопущення відновлення КПУ. Охороняв проведення незаконного з'їзду ОМОН. Внаслідок протистояння постраждали як рухівці, так і міліціонери та комуністи. Один з організаторів блокування з'їзду Ілля Шутов був побитий і заарештований, але звільнений внаслідок дій, організованих Володимиром Білецьким. Порушена проти організаторів блокування відновлювального з'їзду КПУ кримінальна справа в суді була перекваліфікована в адміністративну й організатори були притягнуті до адміністративної відповідальності.

### Викрадення Голови Секретаріату Руху Михайла Бойчишина і підготовка виборчої кампанії Руху
В ніч з 15 на 16 січня 1994 року на секретаріат Руху в Києві було здійснено збройний напад — двоє невідомих, пославшись на те, що їм необхідно терміново передати пакет документів для пана Бойчишина, зайшли до приймальні. Вдаривши пістолетом вахтера, вони проникли до приміщення і викрали документи пов'язані з фінансуванням виборчої кампанії Руху. В цей самий час був викрадений Голова Секретаріату НРУ Михайло Бойчишин який на той час був організатором виборчої кампанії Руху. За 3 години до нападу на Секретаріат він вийшов із Секретаріату Руху і не повернувся, таким чином зник безвісти в ніч з 15 на 16 січня 1994 року, а виборча кампанія опинилась під загрозою зриву.
Правоохоронні органи спочатку відмовились приймати заяву про зникнення Михайла Бойчишина, а потім проявили нечувану заангажованість в інтересах прокомуністичної влади: розслідування було зведене до переслідування підприємців, причетних до фінансування виборчої кампанії Руху (інформація про них була тільки у викрадених в Секретаріаті документах), у той же час під час розслідування цієї справи міліція навіть не опитала В'ячеслава Коваля, в якого Михайло Бойчишин ночував напередодні.
Фінансування невеликої частини потреб виборчої кампанії Руху забезпечили підприємці Донеччини. Газета «Рада» (виконувала функції органу партії) без фінансів припинила існування. Засоби масової інформації в Україні (телебачення. радіо. преса) перебували під повним контролем номенклатури. У надзвичайно скрутних умовах інформаційної блокади виборів навесні 1994 року Рух єдиним з національно-демократичних партій отримав достатнє представництво і сформував власну фракцію у Верховній Раді (Федорин Ярослав Володимирович, Горбатюк Мирослав Пилипович, Заєць Іван Олександрович, Головатий Сергій Петрович, Костенко Юрій Іванович, Пилипчук Володимир Мефодійович, Кожин Борис Борисович, Григорович Лілія Степанівна, Шевченко Віталій Федорович, Жовтяк Євген Дмитрович, Кулінич Володимир Вікторович, Альошин Валерій Борисович, Танюк Леонід Степанович, Чобіт Дмитро Васильович, Лавринович Олександр Володимирович, Косів Михайло Васильович, Кендзьор Ярослав Михайлович, Ковтунець Володимир Віталійович, Омельчук Роман Юстинович, Червоній Василь Михайлович, Шевченко Володимир Іванович, Чорновіл В'ячеслав Максимович, Бойко Богдан Федорович, Зарудний Андрій Антонович, Манчуленко Георгій Манолійович, Філіпчук Георгій Георгійович). Реально оцінивши ситуацію перед червневими виборами Президента, Рух вирішив не висувати власного кандидата. В'ячеслав Чорновіл лаконічно прокоментував: «Це не наше весілля»,— і закликав виборців підтримати Володимира Ланового.
Задля створення національно-демократичної трибуни В'ячеслав Чорновіл наприкінці 1994 року заснував і став шеф-редактором тижневика «Час-Time» (українською та англійською мовами), який публікував і матеріали Руху.

### Рух у 1998—2001

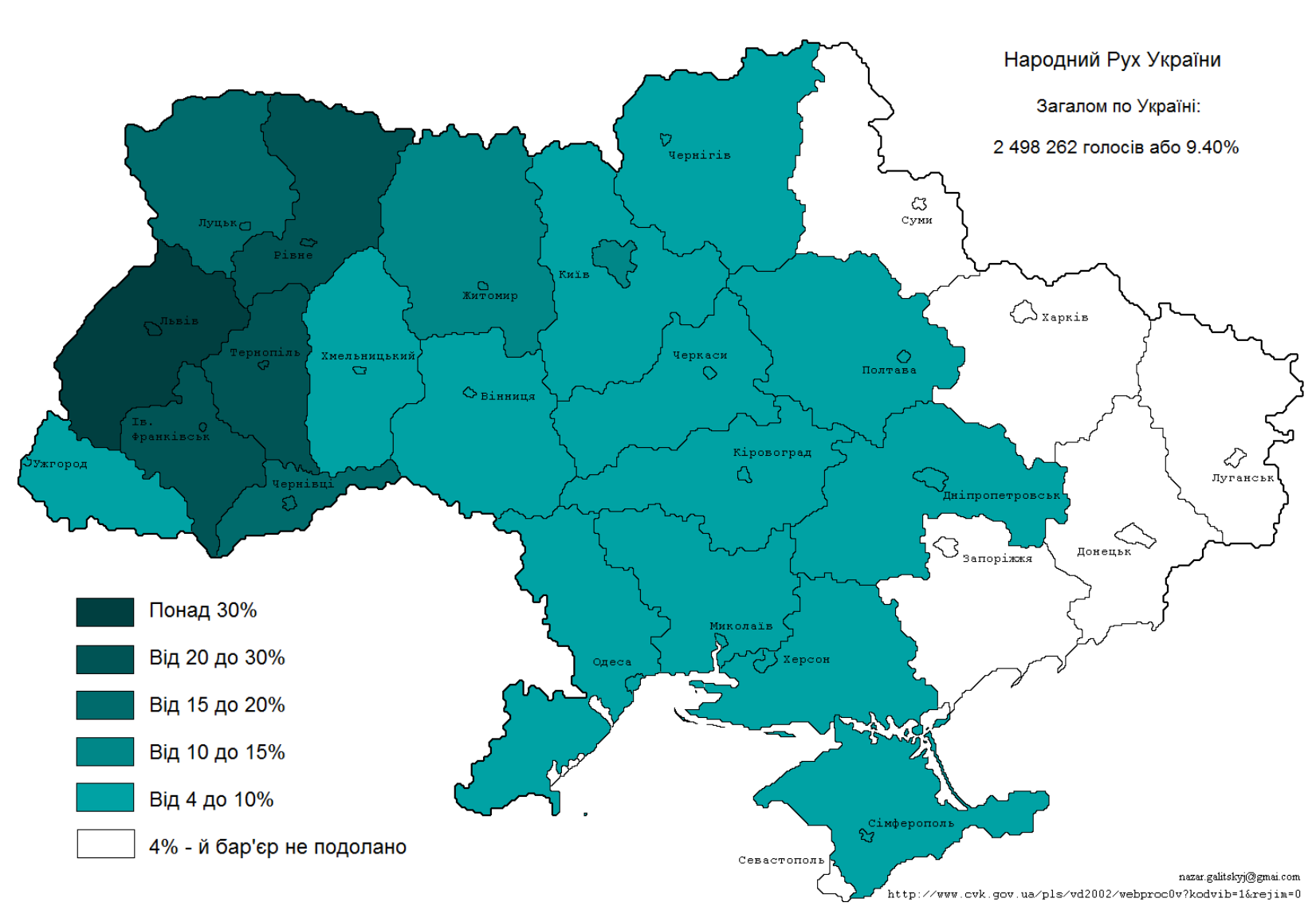
Результати Народного Руху України за регіонами України

Парламентські вибори в Україні 1998 року ознаменувалися частковим впровадженням пропонованої Рухом пропорційної системи. Половина складу Верховної Ради обиралась по новому — на пропорційній основі за партійними списками, половина ж — по старому (за мажоритарними округами). Попри половинчастість, зміна принципу виборів була визначальною для подальшої історії України, оскільки закладала принцип партійної політичної відповідальності. На виборах 29 березня 1998 року Рух отримав другий результат серед партій (9,4 %) і 32 мандати та ще 14 мандатів за мажоритарними округами. Але зразу ж стали даватись взнаки висунення кандидатами свіжоприйнятих членів партії: після обрання Віктор Чайка і Михайло Бродський скинули маски і покинули партію. Зрештою, за перший же рік каденції більшість членів фракції зайнялись бізнесовою діяльністю. Через принципову позицію Вячеслава Чорновола проти суміщення парламентської і бізнесової діяльності більшість фракції всупереч Статуту обрала собі лідером Юрія Костенка і спробувала приватизувати партійний бренд. Спроба не вдалася через незначний недогляд — на першому етапі IX з'їзд не був закритим і делегати зберігали повноваження і на другий етап, через що засідання групи Костенка не могло претендувати на статус X з'їзду. А на другому етапі IX з'їзду Руху був ліквідований пробіл у Статуті, який дозволяв випадковій групі приватизувати партійний бренд.
- Докладніше: IX З'їзд Народного Руху України

IX з'їзд Руху проходив у Києві у два етапи — 12-13 грудня 1998 і 7 березня 1999. З'їзд провів кадрові зміни,  підтвердив повноваження Вячеслава  Чорновола як Голови Руху, обрав заступниками Голови: В. Коваля, О. Бондаренко та Л. Танюка, вніс зміни до Статуту, оновив склад Політичної ради Руху (15 осіб) та  Центрального Проводу (49 осіб). З'їзд схвалив підписання угоди про політичний блок Руху з партією «Реформи і порядок» (голова — Віктор Пинзеник), затвердив Вячеслава  Чорновола і Геннадія Удовенка кандидатами на пост Президента України. 
25 березня 1999 року по дорозі в Київ за підозрілих обставин В'ячеслав Чорновіл загинув в автомобільній катастрофі. Похорон В'ячеслава Чорновола 29 березня 1999 року у Києві зібрав понад 200 тис. людей з усіх областей України.
31 березня 1999 року Центральний Провід Руху обрав виконувачем обов'язків Голови НРУ (до наступного з'їзду) Геннадія Удовенка. 
У зв'язку з претензіями Юрія Костенка та його прихильників на партійний бренд Руху ситуація у Русі стала предметом вивчення у Міністерстві юстиції України. 29 березня 1999 року Мін'юст погодив зміни до Статуту Руху, внесені другим етапом IX з'їзду Руху, чим визнав безпідставними домагання прихильників Юрія Костенка на партійний бренд. Ця позиція була підтверджена рішеннями Київського обласного суду та Верховного Суду України у зв'язку зі скаргами Юрія Костенка.
Була проведена перереєстрація членства в Русі (перереєструвалося 18 тисяч членів Руху з 25 тисяч).
Х з'їзд Руху відбувся 14 травня 1999 року у Києві і засвідчив завершення організаційної кризи. Головою Руху обраний Геннадій Удовенко, заступниками Голови — О. Бондаренко, Ю. Ключковський, В. Коваль, М. Косів, Л. Танюк; до складу Політради замість М. Кульчинського обрано голову Союзу українок Атену Пашко. На з'їзді Г. Удовенко та В. Пинзеник підписали Угоду між НРУ та ПРП про політичний блок та спільного кандидата на президентських виборах. З'їзд офіційно висунув Г. Удовенка кандидатом у Президенти України, Рух мав парламентську фракцію в Верховній Раді України. 
5-6 травня 2001 року у Києві відбувся XI з'їзд НРУ, на якому Головою партії переобрано Геннадія Удовенка. Заступниками Голови Руху стали Лесь Танюк, В'ячеслав Коваль, Юрій Ключковський. У новому складі обрано Політичну Раду та Центральний Провід партії.

### НРУ в 2001—2012
XII з'їзд Народного Руху України (Київ, 8 грудня 2001 року) прийняв Ухвали «Про утворення виборчого блоку Віктора Ющенка „Наша Україна“», «Про затвердження виборчого списку Народного Руху України у складі виборчого списку блоку Віктора Ющенка „Наша Україна“», «Про рекомендації Народного Руху України щодо кандидатів у народні депутати України від виборчого блоку Віктора Ющенка „Наша Україна“ в одномандатних виборчих округах».
3 травня 2003 року на XIII з'їзді НРУ Головою партії було обрано Бориса Тарасюка. Заступниками Голови Руху стали Роман Зварич, Юрій Ключковський, В'ячеслав Коваль, Василь Куйбіда, Лесь Танюк. У новому складі обрано Політичну Раду та Центральний Провід НРУ.
XIV з'їзд Народного Руху України, що відбувся у столиці 20 березня 2004 року, ознаменувався ухваленням рішення щодо утворення виборчого блоку для участі у виборах Президента країни та прийняттям змін та доповнень до Статуту НРУ.
19 лютого 2005 року — XV Всеукраїнські Збори Народного Руху. Присутні 484 делегатів з 490 обраних. З'їзд прийняв Ухвалу про участь Народного Руху України у виборчій кампанії 2006 року. З'їзд вирішив ініціювати створення виборчого блоку політичних партій, що підтримують Президента України Віктора Ющенка, і стати співзасновником цього блоку разом з партіями — учасниками Коаліції «Сила Народу», іншими політичними силами.
У 2006 році НРУ бере участь у парламентських виборах у складі виборчого блоку Віктора Ющенка «Наша Україна». До складу блоку також увійшли Народний Союз «Наша Україна», Українська республіканська партія «Собор», Християнсько-Демократичний Союз, Конгрес українських націоналістів, Партія промисловців та підприємців
У 2007 році на позачергових парламентських виборах бере участь у складі виборчого блоку Наша Україна — Народна Самооборона. До складу блоку також увійшли Народний Союз «Наша Україна», Європейська партія України, Християнсько-Демократичний Союз, Партія захисників Вітчизни, Політична партія «Народна Самооборона», Українська Народна Партія, Українська республіканська партія «Собор».

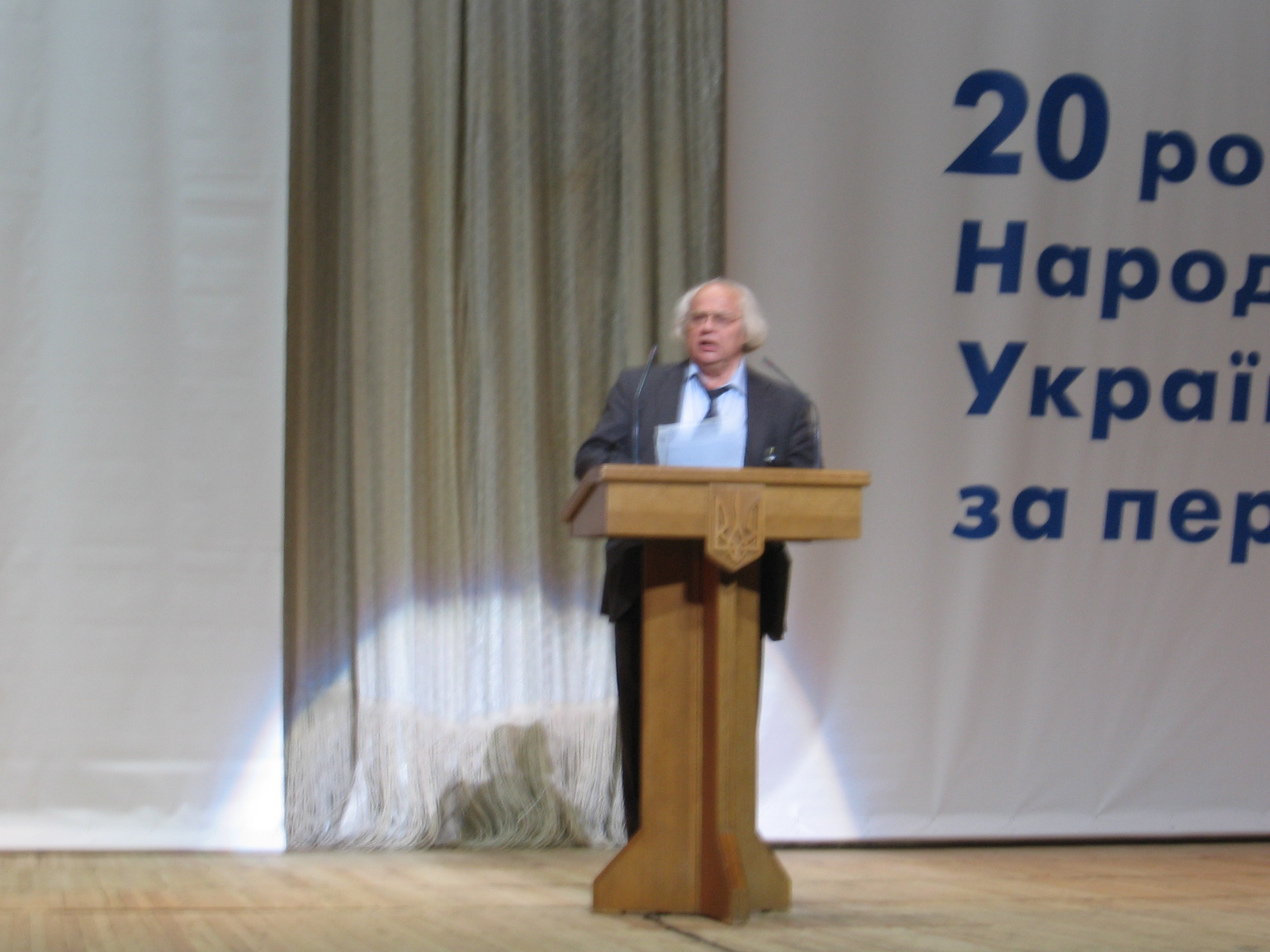
20-річчя створення НРУ. Урочисте засідання в Палаці «Україна», Київ, 2009. Виступає Іван Драч

У 2009 20-річчя створення НРУ було відзначено на державному рівні. Для організації низки заходів у Києві та в областях були утворені організаційні комітети, в які входили колишні члени Народного Руху 90-х років та представники державних адміністрацій. Очолив загальнодержавний організаційний комітет І. Ф. Драч. Ряд засновників Народного Руху України та його колишніх активістів були нагороджені державними нагородами, грамотами обласних держадміністрацій. Через тиждень після ювілейного XIX з'їзду Народного Руху України в актовому залі Київського політехнічного інституту зорганізовано Ющенком альтернативне урочисте засідання в Палаці «Україна», м. Київ з колишніх членів Руху.

Крім засідання, проведені конференції, видано ряд нових видань з історії НРУ, зокрема, перевидано стенограму І з'їзду НРУ, випущено фрачний варіант відзнаки до 20-ї річниці, Укрпоштою — конверт і марка та проведене спецпогашення конверта спеціальним штемпелем. 
14 травня 2011 року — на XX Всеукраїнських Зборах (З'їзду) Народного Руху України головою Народного Руху України знову обрано Тарасюка Бориса Івановича. В підсумку обговорення пропозиції Голови НРУ, узгодженої з головами обласних (крайових) організацій НРУ, XX Всеукраїнські Збори (З'їзд) Народного Руху України заступниками Голови Народного Руху України обрано Куйбіду Василя, Коваля В'ячеслава, Крулька Івана та Сушка Романа.
Також було ухвалено низку заяв та звернень: Заяву про політичну ситуацію в Україні після президентських виборів; Звернення до Президента України Віктора Ющенка, Звернення до політичних партій і громадських організацій
У січні 2012 року голова Руху Борис Тарасюк спростував чутки, що Рух планує зливатися з «Батьківщиною». Згодом, 2 березня 2012 року Народний Рух України та ВО «Батьківщина» підписали угоду про співпрацю на наступних парламентських виборах, згідно з якою вони складуть спільний список по мажоритарних та партійних округах на базі Батьківщини.

### Спроба об'єднання НРУ йУНП
30 липня 2012 року на першому етапі XXI Всеукраїнських зборів Народного Руху України запропоновано список з 5 кандидатів для включення у виборчий список «Батьківщини» і того ж дня Центральний Провід НРУ за їхніми заявами призупинив їхнє членство в Русі.
15 грудня 2012 року на другому етапі XXI Всеукраїнських зборів НРУ новим головою партії було обрано Василя Куйбіду з обіцяною ним програмою модернізації партії.
Згодом, 19 травня 2013 року на позачергових XXII Всеукраїнських зборах Народного Руху України, було прийнято рішення про відновлення єдності Руху шляхом об'єднання Народного Руху України та Української Народної Партії в єдину партію під назвою «РУХ» на основі Статуту Народного Руху України. Збори обрали головою НРУ Василя Куйбіду. Заступниками Голови Народного Руху України стали: Іван Заєць, В'ячеслав Коваль, Віктор Лабазов, Світлана Ніколіна та Володимир Шовкошитний. Делегати затвердили новий склад політради, Центрального проводу, Центральної контрольно-ревізійної комісії НРУ, яку очолив Богдан Костинюк. Збори також ухвалили заяви про відновлення національної держави, про об'єднання національно-патріотичних сил.
22 травня 2013 Року свої застереження щодо об'єднання НРУ та УНП висловив колишній голова НРУ Борис Тарасюк. 15 червня 2013 стало відомо що троє обраних за списком «Батьківщини» депутатів-членів Народного Руху України (Б. Тарасюк, В, Королюк і О. Чорноволенко) перейшли до ВО «Батьківщина», включно з колишнім головою Руху Борисом Тарасюком, якого було обрано одним із заступників лідера «Батьківщини». Тарасюк та 2 інші колишні члени Руху, які перейшли до ВО Батьківщина, у 2014 році пройшли до ВРУ VIII скликання за списками цієї партії.
Незважаючи на масовий перехід рядових членів УНП і низових організацій у повному складі до Руху, вже у жовтні 2013 року новий лідер УНП Олександр Клименко повідомив, що об'єднання УНП та НРУ в партію «РУХ» не відбулося, оскільки Міністерство юстиції України відмовилося реєструвати відповідні документи, прийняті на об'єднавчому з'їзді цих партії 19 травня 2013 року. У зв'язку з цим на з'їзді УНП 5 жовтня 2013 року було прийнято рішення про припинення процесу утворення нової партії «РУХ» і було призупинено ліквідацію партії УНП, яка відновила свою самостійну діяльність, що, однак, не позначилось на самовизначенні рядових членів.

### Участь в Євромайдані та наступна діяльність
30 листопада 2013 року Народний Рух України у своїй заяві розцінив зрив підписання Угоди про асоціацію з ЄС у Вільнюсі та кривавий розгін Євромайдану як антиконституційні дії окупаційної влади і закликав український народ згуртуватися на захист європейського вибору, державного суверенітету, демократії і відповісти загальноукраїнським політичним страйком.
Рухівці брали активну участь у протестах, які з кінця 2013 року відбувалися у формі мітингів, демонстрацій, студентських страйків. Силова протидія протестам з боку влади призвели до відкритого протистояння, яке надалі переросло в Революцію Гідності. Активісти Руху серед перших почали виставляти намети на Майдані на початку Революції Гідності. У так званій «рухівській юрті» (намет у формі юрти) проходили наради і засідання Політради НРУ. Там було відновлено «Варту Руху». Щодня в осідку Руху на вулиці Гончара, 33 проживало до 1500 людей. 
З перших днів російсько-української війни рухівці беруть активну участь у ній. При батальйоні «Київська Русь» створено підрозділ «Варти Руху».
29 березня 2014  року відбувся перший етап позачергових XIII Всеукраїнських зборів Народного Руху України, який висунув кандидатом на пост Президента України на позачергових виборах Президента України голову НРУ Куйбіду Василя Степановича. 25 травня 2014 року відбулися позачергові вибори Президента України, у яких вперше після 1999 року взяв участь Народний Рух України.
6 вересня 2014 року відбувся другий етап позачергових XIII Всеукраїнських зборів Народного Руху України, які ухвалили взяти участь у позачергових виборах народних депутатів України 26 жовтня 2014 року. Делегати висунули кандидатів у народні депутати України від Народного Руху України в одномандатних виборчих округах, затвердили оновлений склад Політичної ради НРУ та Центрального проводу, внесли зміни до Статуту Народного Руху України, схвалили Програму і Цінності Руху.
8 вересня 2014 виповнилася 25-та річниця утворення Народного Руху України.
16 травня 2015 року в Українському домі в Києві відбулися XXIV Всеукраїнські Збори (З'їзд) Народного Руху України, у яких взяли участь близько 700 делегатів партії з усіх областей України. На з'їзді було обговорено Концепцію національних інтересів України, ухвалено рішення про підготовку до участі у виборах до представницьких органів влади. Також під час з'їзду розглянуто низку заяв, які стосуються політичної ситуації в Україні, процесу реформування держави та люстрації. Окрім того, було прийнято звернення до низки українських державних структур та міжнародних організацій щодо агресії Росії на сході України та анексії Криму. Головою Народного Руху України переобрано на другий термін Василя Куйбіду.
У грудні 2015 року до Народного Руху України приєдналася Всеукраїнська координаційна рада майдану для досягнення єдиної мети — формування впливової політичної сили, яка здатна проводити реформи та розбудовувати Україну.
«Сьогодні в політиці домінують політичні сили приватно-олігархічного характеру, які не вирішують публічні проблеми системно і в інтересах української нації, не проводять конче необхідні Україні реформи, а, якщо і проводять, то так, щоб нічого кардинально не змінилося. Тому українці, як засвідчують соціологічні дослідження, у пошуках державницької сили народного характеру, яка мала б прийти до влади. Такою силою є Народний Рух України, об'єднавшись довкола якого українці 25 років тому відновили свою державність», — заявив під час брифінгу з народними депутатами В. Куйбіда.
28 травня 2017 року в Українському домі відбулися XXVI Всеукраїнські Збори (З’їзд) Народного Руху України, на яких головою партії був обраний Кривенко Віктор Миколайович., а В. Куйбіда обраний почесним головою. В 2019 році В. Кривенка Рух висував кандидатом на Вибори Президента України 2019, на яких він став наймолодшим серед кандидатів у свої 37 років.
10 липня 2021 року в Тернополі під час звітно-виборчого VI етапу XXVII позачергових Всеукраїнських Зборів (З'їзду) партії головою партії обраний Андрій Володимирович Корнат (отримав 78 % голосів). Заступниками голови стали: Юрій Литвиненко (Київська ОО), Ігор Шумега (Івано-Франківська КО), Михайло Савчук (Тернопільська КО), Сергій Дзядик (Львівська КО), Дмитро Климук (Волинська КО), Андрій Брегін (Рівненська КО). Також було обрано членів Центрального Проводу, Політичної ради та Центральну контрольно-ревізійну комісію. На І засіданні нового складу Центрального проводу керівником Центрального апарату партії обраний Ігор Мартинюк.

#### Галерея: Пам'ятні знаки, які було заплановано випустити до 30-річчя Народного Руху України

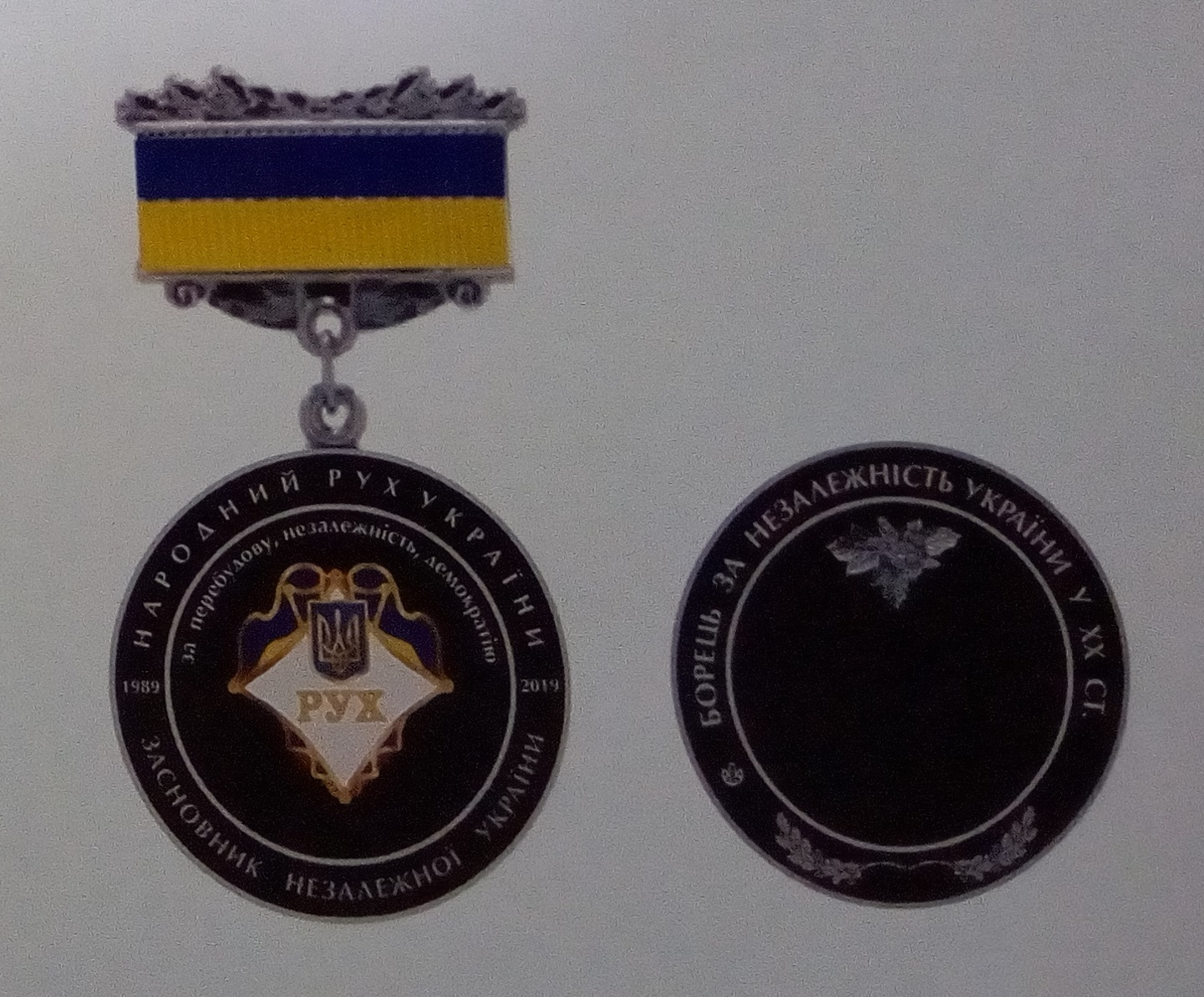
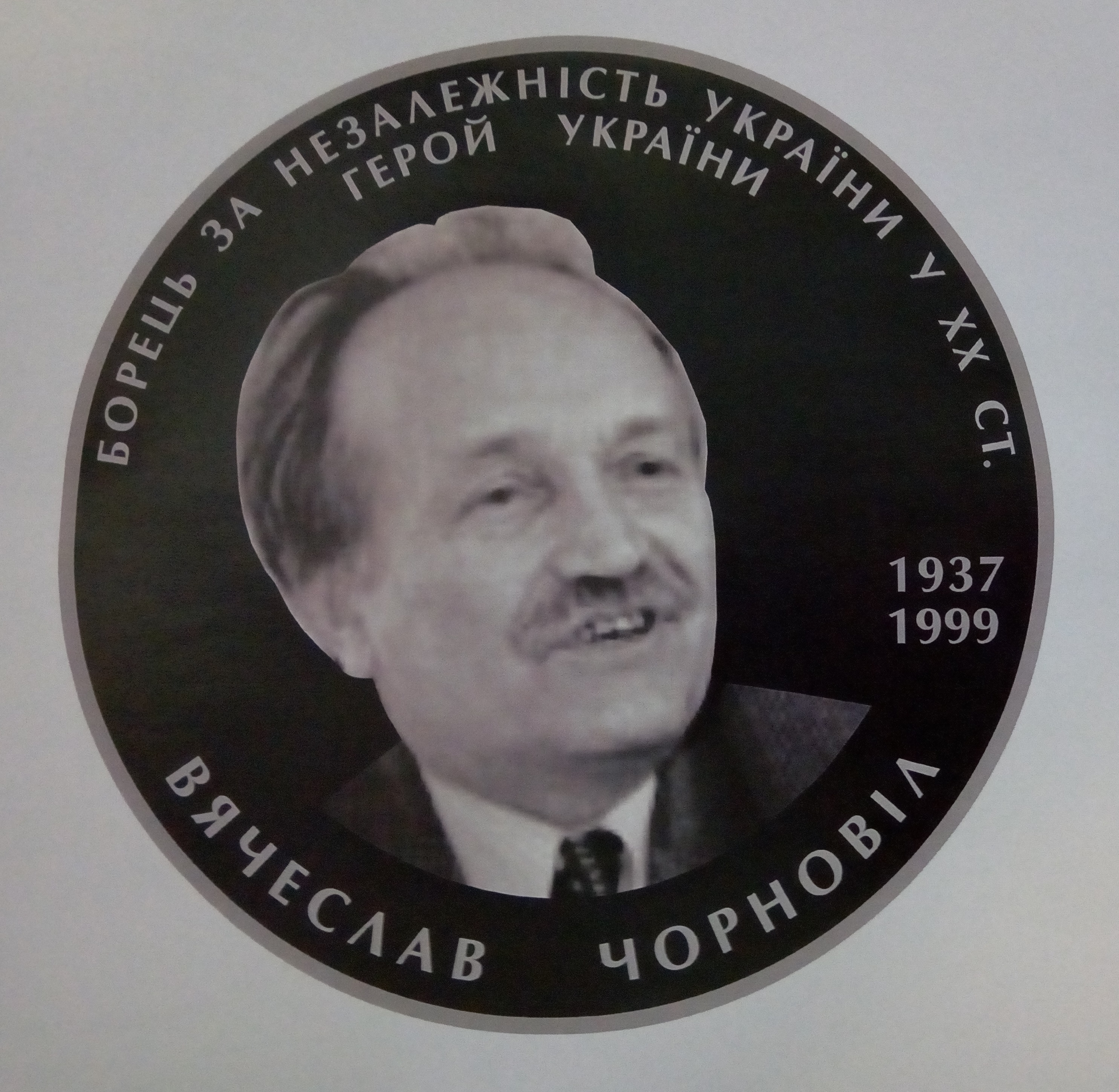
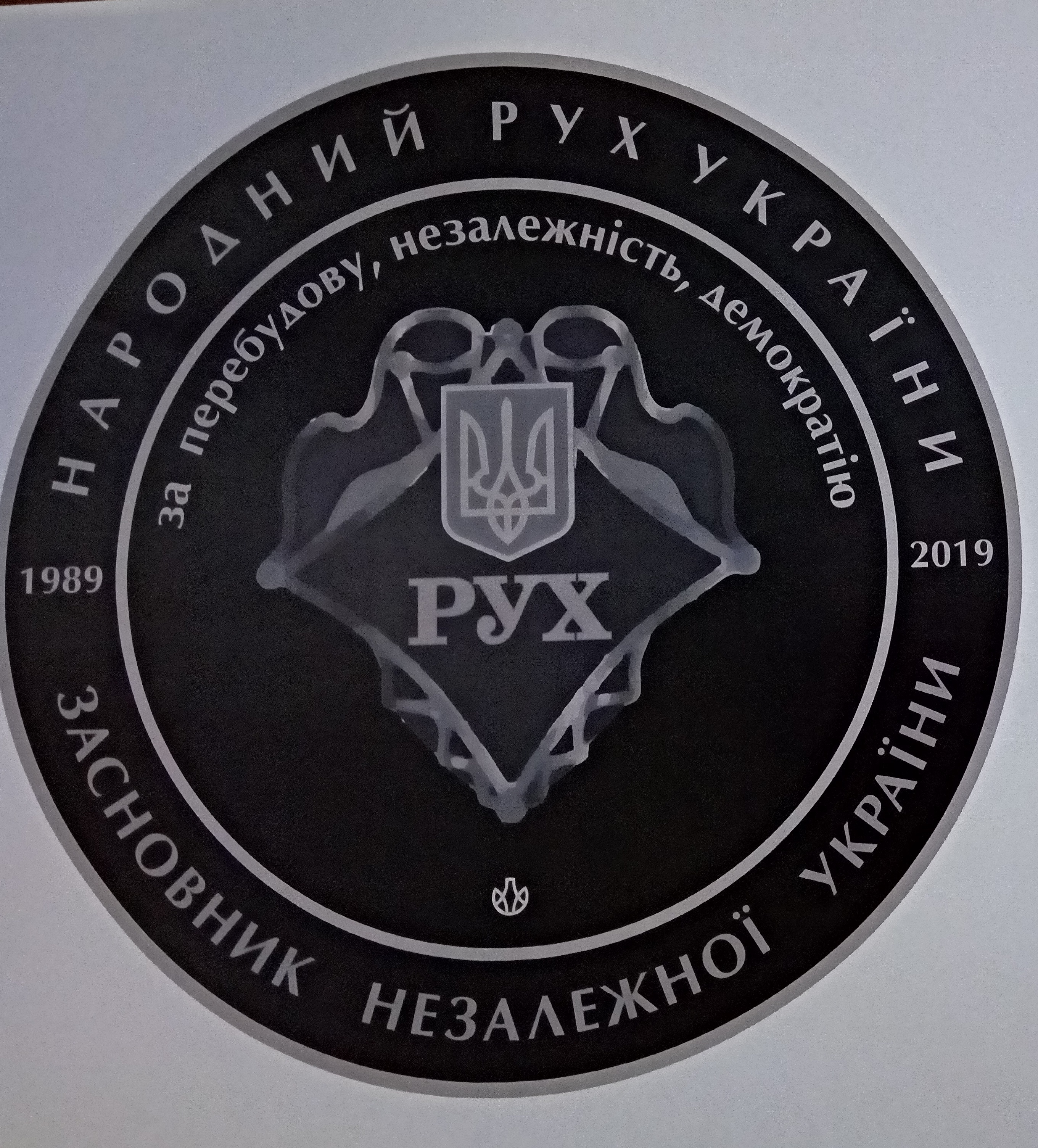

## Лідери Народного руху України
- Драч Іван Федорович (10 вересня 1989 — 28 лютого 1992)
- Чорновіл В'ячеслав Максимович (4 грудня 1992 — 25 березня 1999)
- Удовенко Геннадій Йосипович (14 травня 1999 — 3 травня 2003)
- Тарасюк Борис Іванович (3 травня 2003[21] — 15 грудня 2012)
- Куйбіда Василь Степанович (15 грудня 2012[22][23] — 28 травня 2017)
- Кривенко Віктор Миколайович (28 травня 2017[24] — 10 липня 2021)
- Корнат Андрій Володимирович (10 липня 2021[25] — нині)

## Медіа НРУ
Матеріали проекту Програми, Установчого з'їзду НРУ, передвиборчої кампанії 1990–1991 років друкувала «Літературна газета», видавничий орган Спілки письменників України, з 1990 р. центральним друкованим органом НРУ стає «Народна газета», з 1994 р. — газета «Рада». 
Серед рухівських видань виділялася незалежна громадсько-політична газета «Час — Time», газети осередків НРУ: «Вісник Руху» (секретаріат НРУ), «Вибір» (Київ), «Вільне Поділля» (Вінниця), «Вільне слово» (Закарпаття), «Вісті», «На сполох!» (Харків), «Віче» (Житомир), «Віче» (Львів), «Волинь», «Рада» (Рівне), «Галичина» (Івано-Франківськ), «Громада» (Чернігів), «Демократичний вибір» (Одеса), «Думка» (Кіровоград), «За київським часом» (Київ), «Народна справа» (Луцьк), «Оглядач», «Тернове поле» (Тернопіль), «Рух» (Запоріжжя) та ін. В 1991 р. Рух видавав 46 часописів.

### З'їзди Народного Руху України
- І З'їзд Народного Руху України
- II З'їзд Народного Руху України
- III З'їзд Народного Руху України
- IV З'їзд Народного Руху України
- V З'їзд Народного Руху України
- VI З'їзд Народного Руху України
- VII З'їзд Народного Руху України
- VIII З'їзд Народного Руху України
- IX З'їзд Народного Руху України
- X З'їзд Народного Руху України
- IV-ХХ З'їзди Народного Руху України
- Молодий Народний Рух
- Страйки шахтарів Донбасу (1989—1990-ті роки)

### Крайові організації Народного Руху України
- Донецька Крайова організація Народного Руху України
- Львівська Крайова організація Народного Руху України
- Луганська Крайова організація Народного Руху України
- Дніпропетровська Крайова організація Народного Руху України
- Запорізька Крайова організація Народного Руху України
- Харківська Крайова організація Народного Руху України
- Сумська Крайова організація Народного Руху України
- Київська Крайова організація Народного Руху України
- Житомирська Крайова організація Народного Руху України
- Рівненська Крайова організація Народного Руху України
- Волинська Крайова організація Народного Руху України
- Закарпатська Крайова організація Народного Руху України
- Херсонська Крайова організація Народного Руху України
- Кримська Крайова організація Народного Руху України
- Миколаївська Крайова організація Народного Руху України
- Черкаська Крайова організація Народного Руху України
- Чернігівська Крайова організація Народного Руху України
- Кіровоградська Крайова організація Народного Руху України
- Івано-Франківська Крайова організація Народного Руху України
- Хмельницька Крайова організація Народного Руху України
- Полтавська Крайова організація Народного Руху України